# Consejería de Turismo, Cultura y Deporte de la Junta de Andalucía
La Consejería de Turismo, Cultura y Deporte es el departamento de la Junta de Andalucía encargado de las competencias autonómicas en materia de turismo, cultura y deporte, así como aquellas que en materia de memoria democrática le corresponden según la Ley 2/2017, de 28 de marzo, de Memoria Histórica y Democrática de Andalucía.
Recibe este nombre desde el inicio de la XII legislatura (2022-2024).
El titular de la consejería y máximo responsable es Carlos Arturo Bernal Bergua y tiene su sede en el edificio Torre Triana, c/ Juan Antonio de Vizarrón, s/n, de la Isla de la Cartuja, Sevilla. 

## Historia
La Consejería de Turismo, Cultura y Deporte fue creada el 26 de julio de 2022, día de entrada en vigor mediante publicación en el BOJA del Decreto del Presidente 10/2022, de 25 de julio, sobre reestructuración de Consejerías. En su artículo 9 se establece que     

"Corresponden a la Consejería de Turismo, Cultura y Deporte las competencias en materia de turismo actualmente adscritas a la Consejería de Turismo, Regeneración, Justicia y Administración Local, las que actualmente venía ejerciendo la Consejería de Cultura y Patrimonio Histórico y las competencias en materia de deporte que actualmente tenía asignadas la Consejería de Educación y Deporte".
Decreto del Presidente 10/2022, de 25 de julio, sobre reestructuración de Consejerías

## Estructura
De acuerdo con el Decreto 159/2022, de 9 de agosto, por el que se establece la estructura orgánica de la Consejería de Turismo, Cultura y Deporte, la Consejería, bajo la superior dirección de su titular, para el ejercicio de sus competencias, se estructura en los siguientes órganos directivos centrales: 
- Viceconsejería. 
  - Secretaría General para el Turismo.
    - Dirección General de Calidad, Innovación y Fomento del Turismo.

  - Secretaría General para la Cultura.
    - Dirección General de Patrimonio Histórico e Innovación y Promoción Cultural.
    - Dirección General de Museos y Conjuntos Culturales.
    - Dirección General de Patrimonio Documental y Bibliográfico.

  - Secretaría General para el Deporte.
    - Dirección General de Sistemas y Valores del Deporte.
    - Dirección General de Eventos e Instalaciones Deportivas.

  - Secretaría General Técnica.

### Entes adscritos a la Consejería
Figuran adscritas a la Consejería las siguientes entidades instrumentales:
- Tribunal Administrativo del Deporte de Andalucía (dependiente a través de la Secretaria General para el Deporte).
- Patronato de la Alhambra y el Generalife (adscrito a través de la Secretaria General para la Cultura).
  - Fundación Pública Andaluza Rodríguez Acosta (adscrita a través del Patronato de la Alhambra y el Generalife).
- Centro Andaluz de Arte Contemporáneo (adscrito a través de la Secretaria General para la Cultura).
- Instituto Andaluz del Patrimonio Histórico (IAPH) (adscrito a través de la Secretaria General para la Cultura).
- Agencia Andaluza de Instituciones Culturales (adscrito a través de la Secretaria General para la Cultura).
- Empresa Pública para la Gestión del Turismo y del Deporte de Andalucía S.A. (EPGTDA) (adscrita a través de la Viceconsejería).
  - Red de Villas Turísticas de Andalucía S.A. (adscrita a través de la Empresa Pública para la Gestión del Turismo y del Deporte de Andalucía).
- Fundación Real Escuela Andaluza de Arte Ecuestre (adscrita a través de la Dirección General de Calidad, Innovación y Fomento del Turismo).
- Fundación Pública Andaluza Barenboim-Said(adscrita a través de la Dirección General de Patrimonio Histórico e Innovación y Promoción Cultural).
- Fundación para el Desarrollo del Legado Andalusí (adscrita a través de la Dirección General de Patrimonio Histórico e Innovación y Promoción Cultural).
- Fundación Andalucía Olímpica (adscrito a través de la Secretaria General para el Deporte).
- Conjunto Arqueológico de Madinat al-Zahra (dependiente a través de la Dirección General de Museos y Conjuntos Culturales como servicio administrativo con gestión diferenciada).
- Conjunto Arqueológico Dólmenes de Antequera (dependiente a través de la Dirección General de Museos y Conjuntos Culturales como servicio administrativo con gestión diferenciada).
- Museo de Bellas Artes de Sevilla (dependiente a través de la Dirección General de Museos y Conjuntos Culturales como servicio administrativo con gestión diferenciada).
- Museo de Málaga (dependiente a través de la Dirección General de Museos y Conjuntos Culturales como servicio administrativo con gestión diferenciada).
- Biblioteca de Andalucía (dependiente a través de la Dirección General de Patrimonio Documental y Bibliográfico como servicio administrativo con gestión diferenciada).
- Archivo General de Andalucía (dependiente a través de la Dirección General de Patrimonio Documental y Bibliográfico como servicio administrativo con gestión diferenciada).
- Instituto Andaluz del Deporte (dependiente a través de la Dirección General de Sistemas y Valores del Deporte como servicio administrativo con gestión diferenciada).
- Centro Andaluz de Medicina del Deporte (dependiente a través de la Dirección General de Sistemas y Valores del Deporte como servicio administrativo con gestión diferenciada).
- Museo Íbero (dependiente a través de la Dirección General de Museos y Conjuntos Culturales).
- Centro de Documentación del Flamenco (adscrito a través de la Dirección General de Patrimonio Documental y Bibliográfico).
- Centro Andaluz de la Fotografía (adscrito a través de la Dirección General de Patrimonio Documental y Bibliográfico).
- Filmoteca de Andalucía (adscrita a través de la Dirección General de Patrimonio Histórico e Innovación y Promoción Cultural).
- Comisionado para la Concordia (a través del que la Consejería ejercerá sus competencias en materia de memoria democrática).